# Delirianty
Delirianty – substancje psychoaktywne blokujące wydzielanie acetylocholiny oraz wykazujące działanie antycholinergiczne. Należą do grupy dysocjantów.
Głównym efektem działania deliriantów jest (jak wskazuje ich nazwa) delirium, przejawiające się stuporem, konfuzją i splątaniem. Człowiek znajdujący się pod wpływem deliriantów może rozmawiać z wyimaginowanymi osobami, nie rozpoznawać swojego odbicia w lustrze, gubić się w wykonywaniu prostych czynności lub nawet mieć wrażenie, że już coś zrobił i nagle uświadomić sobie, że jeszcze nawet nie zaczął tego robić. Ogół efektów jest przyrównywany do somnambulizmu, stanu fugi, czy po prostu epizodu psychotycznego. Znaczną różnicą pomiędzy deliriantami a „typowymi” psychodelikami, jak LSD i psylocybina, jest to, że intoksykowana osoba ma ograniczony wpływ na przebieg doświadczenia.
Do grupy deliriantów należą zarówno naturalne alkaloidy roślin z rodziny psiankowatych (bielunie, muszkatołowiec korzenny, lulek czarny, mandragora, wilcza jagoda), jak i syntetyczne farmaceutyki (difenhydramina, dimenhydrynat). 3-Chinuklidynobenzylan jest bardzo aktywnym antycholinergicznym bojowym środkiem trującym.
Mimo że większa część deliriantów jest legalna i łatwo osiągalna, nie są one zbytnio popularne w rekreacyjnym użyciu ze względu na nieprzyjemne i dotkliwe uczucie dysocjacji. Zgodnie z raportami użytkowników substancji psychoaktywnych z Erowida, niewielu decyduje się na powtórzenie doświadczenia. Istotne jest też, że wiele z wymienionych tu substancji może być niebezpieczna, nawet w małych dawkach. Alkaloidy tropanowe (atropina, skopolamina) są truciznami, powodują tachykardię, hipertermię, rozszerzenie źrenic (często na kilka dni po doświadczeniu) oraz rozluźnienie mięśni siatkówki. Przejawia się to rozmyciem pola widzenia, a nawet ślepotą przejściową lub stałą.

## Farmakologiczny podział deliriantów

### Pochodne tropanu
- skopolamina
- atropina
- hioscyjamina
- 3-chinuklidynobenzylan

### Leki przeciwhistaminowe
- difenhydramina
- dimenhydrynat
- cyklizyna

### Inne
- benzydamina

Przeczytaj ostrzeżenie dotyczące informacji medycznych i pokrewnych zamieszczonych w Wikipedii.